# ایرانیان چین
ایرانیان در چین مانند پارسیان، سغدیان، تخاریان و سکاها در دوره‌های مختلفی در تاریخ چین در این کشور زندگی کرده‌اند.
آغاز تاریخ روابط ایران و چین به نخستین تماس میان دو دولت به سال ۱۴۰ یا ۱۴۱ پیش از میلاد بازمی‌گردد. در این زمان دودمان هان بر چین و اشکانیان بر ایران فرمان می‌راندند. در این زمان از یک سو دولت هان در آسیای مرکزی پیش‌روی کرده و اشکانیان نیز بلخ را گشوده‌بودند؛ ولی برخورد رسمی میان دو دولت چندین سال پس از آن رخ‌داد. در ۱۱۵ پیش از میلاد وو دی امپراتور چین به دلیل گشایش در دادوستد و به ویژه در جستجوی رمه‌های اسب سفیری را به همراه پیشکش‌هایی به دربار مهرداد دوم اشکانی فرستاد.
در دورهٔ اشکانیان، که هم‌زمان با چیرگی دودمان هان بر چین بود، پیوندهای بازرگانی میان دو کشور گسترش رو به فزونی یافت. دو طرف سفیرانی میان یکدیگر رد و بدل نمودند و جهانگردانی از چین نیز از ایران دیدار نمودند. دو کشور محصولاتی را به همدیگر معرفی نمودند که برجسته‌ترین آنان ابریشم چین بود. مسیر بازرگانی این کالای ارزشمند از چین به اروپا از ایران می‌گذشت و راه ابریشم نام‌داشت.
در زمان ساسانیان روابط دو کشور فراز و نشیب بسیاری داشت. ایرانیان بازرگانی ابریشم را در انحصار خویش گرفتند. این انحصار سبب کینه‌توزی‌های بزرگی گشت و چین به دشمنان ایران چون روم پیوست. با حمله عرب‌ها به امپراتوری ساسانیان از امپراتور چین یاری خواستند و سپس گروهی از آنان از جمله دودمان ساسانی به دربار این کشور پناهنده شدند.

## تاریخچه

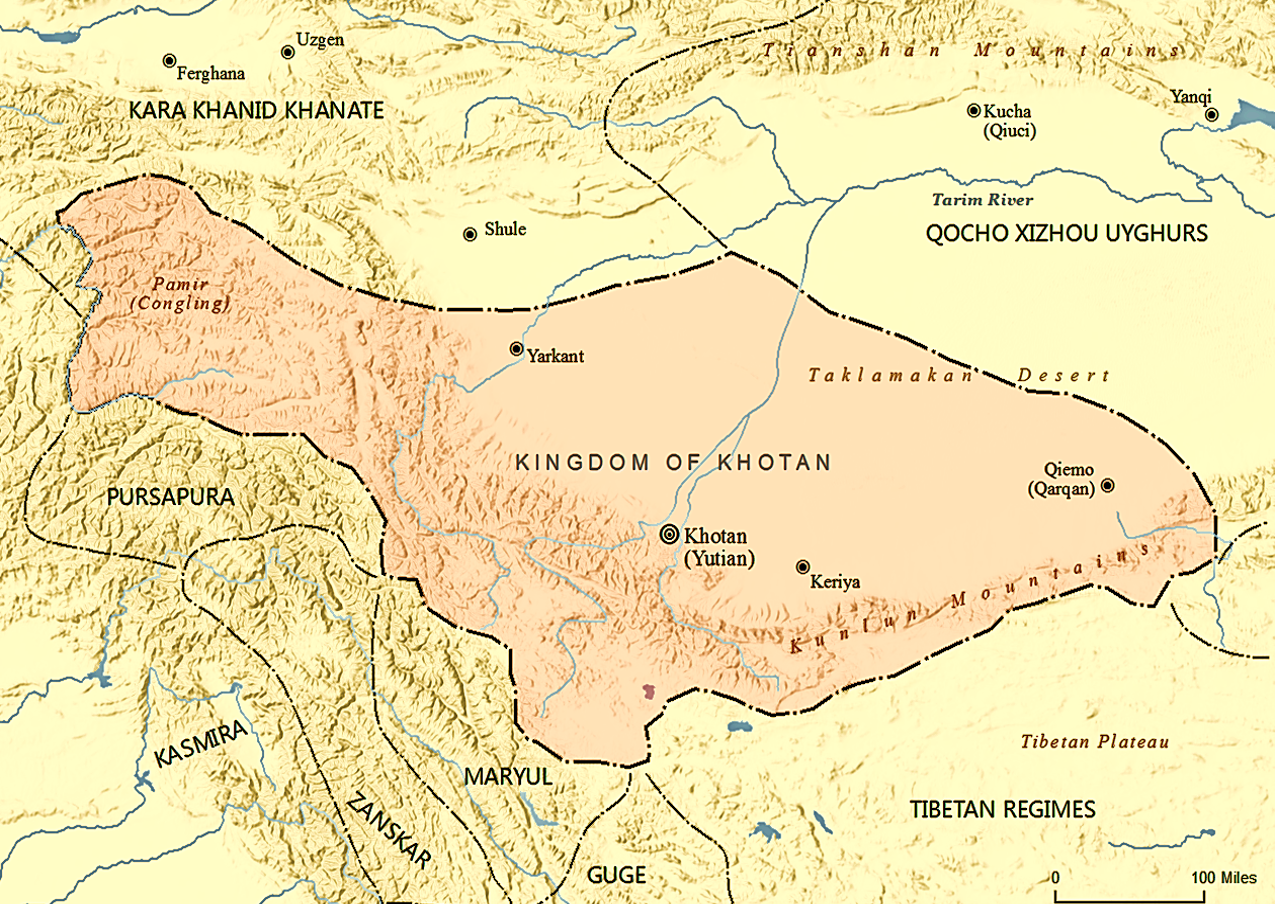
پادشاهی ختن در سال ۱۰۰۱ میلادی

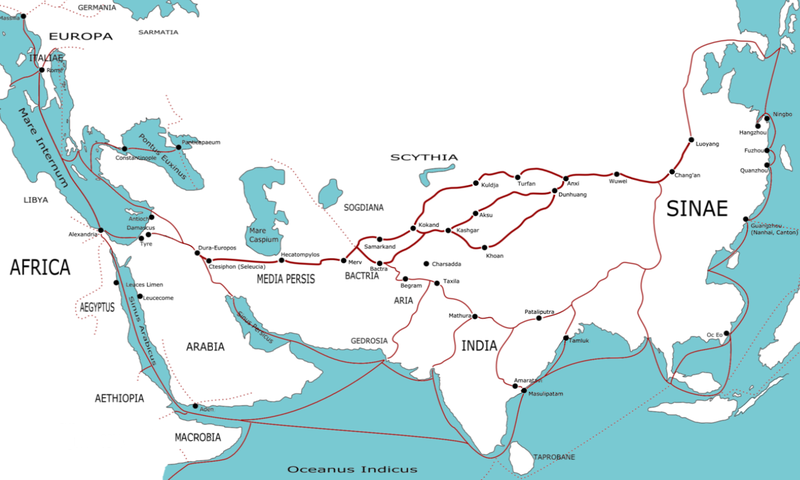
جاده ابریشم در سده یکم میلادی

جیانگسو

پادشاهی ختن یک پادشاهی باستانی ایرانیِ سکایی بودایی بود که قلمرو آن در کناره جنوبی بیابان تکله‌مکان و در مسیر جاده ابریشم قرار داشت. این پادشاهی در حوضه تاریم قرار داشت که امروزه در غرب چین واقع شده است. پادشاهی ختن در حدود هزار سال (به‌طور دقیق ۹۵۰ سال از سال ۵۶ تا ۱۰۰۶ میلادی) پابرجا بود تا این‌که در سال ۱۰۰۶ میلادی با حمله مسلمانان از میان رفت.
یک روستا با قدمت ۶۰۰ ساله در استان جیانگسو چین ساکنانی از تبار ایرانی دارد. این روستا ۲۰۰ نفر جمعیت دارد و دارای نام‌های فارسی نظیر فارس و پارسیان است.دهکده پارسیان در شهر «یانگ جو» در استان «جیانگ سو» از استان‌های شرقی چین، یادگاری از حضور ایرانیان در این کشور است. دهکده پارسیان روستایی احاطه شده در میان رودها و دریاچه‌ها، مملو از درختان کاج و دشت‌های وسیع است که ساکنان آن پیوندی درونی و عمیق با ایرانیان دارند. علت نامگذاری این دهکده به نام پارسیان این است که حدود ۶۰۰ سال پیش در سلسله تانگ، یک بازرگان ایرانی از طریق راه ابریشم دریایی برای تجارت، به کشور چین و شهر یانگ جو سفر کرد. در ناحیه‌ای در شرق شهر یانگ جو از استان جیانگ‌سو جایی هست به نام «دهکده پارسی» ساکنان این ناحیه از اعقاب بازرگانان ایرانی هستند که در عهد خاندان تانگ (۹۰۷–۶۱۸ میلادی) در آنجا سکنی گزیدند. نام این دهکده، راه و روش زندگی متفاوت با دیگر جاها و چهره دگرگون مردم این روستا از روستاهای مجاور مجزا و مشخص است. ساکنان این روستا از اعقاب پارسیان بازرگانی هستند که در آن دوران به چین آمدند. یکی از شاهزادگان اشکانی در سال ۱۴۸م وارد چین شد و نام «آن چین» را گرفت. وی ۳۹ کتاب مقدس بودائی را از سانسکریت به چینی ترجمه کرد و ترجمه‌اش موردستایش قرار گرفت. پس‌ازآن در سال ۱۹۰م، ایرانی دیگری بانام چینی «آن‌سوان» با همکاری یکی از راهبان چینی به نام «یان فوتیائو» مشغول ترجمه کتاب‌های مقدس بودائی شد. ان سوان متن را برمی‌گرداند و یان فوتیائو یادداشت می‌کرد «لی ایو» (۹۳۰–۸۸۵م) یکی از شاعران مشهور اواخر دودمان تانگ است که از اخلاف «لی سوشا» از بازرگانان ایرانی است. او ۵۴ قطعه شعر از خود به‌جا نهاده است. دوهزارسال پیش یک ایرانی بهترین و مهم‌ترین کتاب‌های چین که مرجع ادبیات آن‌هاست و حدود ۶۰ جلد است را تنظیم کرد که هنوز در بالاترین مقام و درجه بین چینی‌ها قرار دارد. همچنین مقبره دوعالم ایرانی در «نیوجیه» پایتخت چین یعنی شهر پکن نیز جالب‌توجه است؛ «احمد برطانی بخارایی» و «عمادالدین قزوینی» امام جماعت مسجد نیوجیه هم بوده‌اند آنها در سال ۱۲۷۰ م به این مسجد آمده‌اند که یکی در سال ۱۲۸۰ م و دیگری در سال ۱۲۸۳ دار فانی را وداع گفته‌اند.

### خوارزمیان
سید اجل شمس الدین بخاری، نخستین فرماندار ایالت یون‌نان چین بود و از سوی دودمان دودمان یوآن به این سمت گمارده شده‌بود. وی اهل بخارا بود. سید اجل شمس الدین که عمر نام داشت در سال ۱۲۱۱ متولد و در سال ۱۲۷۹ درگذشت. در سال ۱۲۹۷ امپراتور دودمان یوان لقب «شاه جونگ هوی سیان یانگ» را به او بخشید و مردم او را «شاه سیان یانگ» خواندند.